# Pulo Bungong
Pulo Bungong is een bestuurslaag in het regentschap Pidie van de provincie Atjeh, Indonesië. Pulo Bungong telt 610 inwoners (volkstelling 2010).